# Піпіріг (комуна)
Піпіріг (рум. Pipirig) — комуна у повіті Нямц в Румунії. До складу комуни входять такі села (дані про населення за 2002 рік):
- Бобоєшть (1651 особа)
- Долхешть (1498 осіб)
- Легін (559 осіб)
- Пициліджень (843 особи)
- Плутон (1043 особи)
- Піпіріг (1542 особи)
- Стинка (1491 особа)

Комуна розташована на відстані 312 км на північ від Бухареста, 42 км на північний захід від П'ятра-Нямца, 115 км на захід від Ясс.

## Населення
За даними перепису населення 2002 року у комуні проживали 8627 осіб.
Національний склад населення комуни:
| Національність | Кількість осіб | Відсоток |
| -------------- | -------------- | -------- |
| румуни         | 8624           | > 99,9%  |
| угорці         | 1              | < 0,1%   |
| українці       | 1              | < 0,1%   |
| італійці       | 1              | < 0,1%   |

Рідною мовою назвали:
| Мова       | Кількість осіб | Відсоток |
| ---------- | -------------- | -------- |
| румунська  | 8625           | > 99,9%  |
| українська | 1              | < 0,1%   |
| італійська | 1              | < 0,1%   |

Склад населення комуни за віросповіданням:
| Релігія       | Кількість осіб | Відсоток |
| ------------- | -------------- | -------- |
| православні   | 8602           | 99,7%    |
| старообрядці  | 16             | 0,2%     |
| п'ятдесятники | 6              | 0,1%     |
| римо-католики | 3              | < 0,1%   |